# Roberto Tozzi
Roberto Tozzi (Rome, 17 december 1958) is een Italiaanse sprinter, die gespecialiseerd is in de 400 m. Hij nam tweemaal deel aan de Olympische Spelen en won hierbij in totaal een medaille.

## Biografie
Zijn eerste internationale succes behaalde hij in 1977 door goud te winnen op de 400 m bij de Europese jeugdkampioenschappen 1977 in Donezk. 
In 1980 maakte hij zijn olympisch debuut bij de Olympische Spelen van Moskou. Hij kwam uit op de 400 m en de 4 x 400 meter estafette. Individueel sneuvelde hij in de kwart finale. Bij het estafettelopen ging het hem beter af. Met zijn teamgenoten Mauro Zuliani, Stefano Malinverni en Pietro Mennea veroverde ze een bronzen medaille. Met een tijd van 3.04,54 finishten ze achter de estafetteteams van de Sovjet-Unie (goud; 3.01,1) en Oost-Duitsland (zilver; 3.01,3). Dit was zijn enige olympisch medaille, want in 1984 moest hij bij zijn laatste olympische optreden, waarbij hij alleen uitkwam op de 4 x 400 m estafette, genoegen nemen met een vijfde plaats.
In zijn actieve tijd was hij aangesloten bij Pro Patria Pierrel.

## Titels
- Europees jeugdkampioen 400 m - 1977

## Palmares

### 400 m
- 1977:  EK junioren - 47,18 s
- 1980: 5e in ¼ fin. OS - 46,73 s
- 1984:  EK indoor - 47,01 s

### 4 x 400 m estafette
- 1980:  OS - 3.04,3
- 1982: 6e EK - 3.03,21
- 1984: 5e OS - 3.01,44